# Porites lichen
Porites lichen är en korallart som beskrevs av James Dwight Dana 1846. Porites lichen ingår i släktet Porites och familjen Poritidae. IUCN kategoriserar arten globalt som livskraftig. Inga underarter finns listade i Catalogue of Life.